# Improphantes falcatus
Improphantes falcatus är en spindelart som först beskrevs av Robert Bosmans 1979.  Improphantes falcatus ingår i släktet Improphantes och familjen täckvävarspindlar.
Artens utbredningsområde är Kenya. Inga underarter finns listade i Catalogue of Life.